# City of Holdfast Bay
City of Holdfast Bay is een Local Government Area (LGA) in de Australische deelstaat Zuid-Australië.